# Dessalement
Ne pas confondre avec le dessalage, un terme agricole signifiant dessaler un terrain afin de le rendre propre à la culture, ou marin en parlant d'un voilier (chavirer avec son bateau).

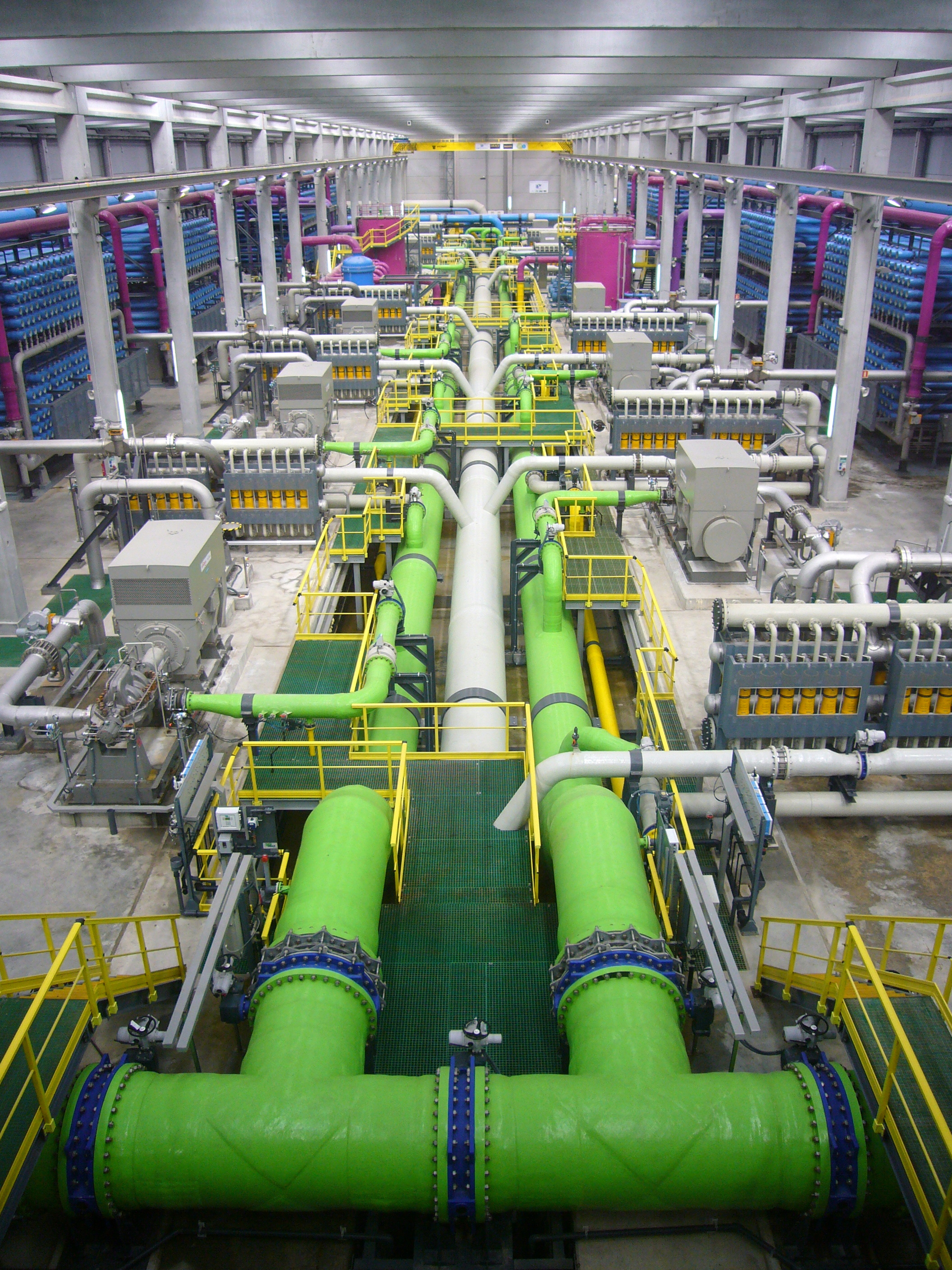
Usine de dessalement par osmose inverse à Barcelone en Espagne.

Le dessalement de l'eau  ou désalinisation est un processus qui permet d'obtenir de l'eau douce (potable ou, plus rarement en raison de son coût, utilisable pour l'irrigation) à partir d'une eau saumâtre ou salée (eau de mer notamment).
Très généralement, il est plus simple et plus économique de rechercher des sources d'eau douce à traiter (eaux de surface, telles que lac et rivière, ou eau souterraine), que de dessaler l'eau de mer. Cependant, dans de nombreuses régions du monde, les sources d'eau douce sont inexistantes ou deviennent insuffisantes au regard de la croissance démographique ou de la production industrielle.
D'autre part, il est souvent rentable de combiner la production d'eau douce avec une autre activité (notamment la production d'énergie, car la vapeur disponible à la sortie des turbines, et perdue dans une usine classique, est réutilisable dans une station de dessalement dite thermique ou fonctionnant sur le principe de l'évaporation).
L'eau de mer a une salinité d'environ 35 g/L, avec des variations régionales significatives (42 g/L dans le golfe Persique). Pour séparer le sel, il faut, d'un point de vue purement théorique et sans perte d'énergie (dessalement isentropique), environ 0,56 kWh/m3.
Les systèmes de dessalement se caractérisent par leur rendement et le taux de sel résiduel (saumure).
Dans le monde, on produit chaque jour 95 millions de mètres cubes d’eau douce en 2018, rejetant 141,5 millions de m3 par jour de saumure, dont l'impact sur les zones de rejet inquiète les experts scientifiques de l'ONU.

## Histoire
Le philosophe grec ancien Aristote observe dans son ouvrage Météorologie que "l'eau salée, lorsqu'elle se transforme en vapeur, devient douce et que la vapeur ne se retransforme pas en eau salée lorsqu'elle se condense", et qu'un fin récipient en cire peut contenir de l'eau potable après avoir été plongé suffisamment longtemps dans l'eau de mer, agissant comme une membrane pour filtrer le sel.
Simultanément, la désalinisation de l'eau de mer est documentée en Chine. Le Classique des montagnes et des mers de la Période des Royaumes combattants et la Théorie de la même année dans la Dynastie Han Orientale mentionnent que les populations ont découvert que les nattes de bambou utilisées pour cuire le riz formaient une fine couche extérieure après une utilisation prolongée. Cette fine pellicule formée avait des fonctions d'adsorption et d'échange ionique, capables d'adsorber le sel.
De nombreux exemples d'expérimentations en matière de désalinisation apparaissent tout au long de l'Antiquité et du Moyen Âge, mais la désalinisation devient transposable à grande échelle seulement à l'époque moderne. Un bon exemple de cette expérimentation provient de Léonard de Vinci (Florence, 1452), qui réalise que de l'eau distillée peut être produite à faible coût en grande quantité en adaptant un alambic à une cuisinière.
Pendant le Moyen Âge, ailleurs en Europe centrale, des travaux se poursuivent sur le raffinement de la distillation, bien que pas nécessairement orientés vers la désalinisation.
La première grande usine de désalinisation terrestre pourrait avoir été installée en situation d'urgence sur une île au large des côtes de Tunisie en 1560,. On pense qu'une garnison de 700 soldats espagnols était assiégée par l'armée turque et que, pendant le siège, le capitaine en charge a fabriqué un alambic capable de produire 40 barils d'eau douce par jour, bien que les détails de l'appareil n'aient pas été rapportés.
Avant la Révolution industrielle, la désalinisation concernait principalement les navires en mer, qui avaient besoin de conserver des réserves d'eau douce à bord. Sir Richard Hawkins (1562–1622), qui effectua de nombreux voyages dans les Mers du Sud, rapporte qu'il a pu fournir de l'eau douce à son équipage grâce à la distillation à bord du navire. De plus, au début des années 1600, plusieurs personnalités de l'époque telles que Francis Bacon et Walter Raleigh publient des rapports sur la désalinisation,. Ces rapports et d'autres, créent un climat favorable à la première dispute de brevet concernant des appareils de désalinisation. Les deux premiers brevets relatifs à la désalinisation de l'eau ont été approuvés en 1675 et 1683 (brevets n° 184 et n° 226, publiés respectivement par William Walcot et Robert Fitzgerald, ainsi que d'autres). Cependant, aucune des deux inventions n'a été mise en service en raison de difficultés à l'adopter en grandeur nature. Aucune amélioration significative du processus de distillation de l'eau de mer de base n'a été réalisée durant les 150 années entre le milieu du XVIIe siècle et 1800.
Lorsque la frégate Protector fut vendue au Danemark dans les années 1780 (sous le nom de Hussaren), elle fut étudiée et enregistrée en détail. Aux États-Unis, Thomas Jefferson a catalogué les méthodes basées sur la chaleur remontant au 1500, et a formulé des conseils pratiques qui furent publiés pour tous les navires américains au verso des permis de navigation,.
À partir de 1800, l’apparition du moteur à vapeur impulsa de nouveaux travaux dans le domaine du dessalement. La connaissance de la thermodynamique des procédés à vapeur et le besoin d'une source d'eau pure pour son utilisation dans les chaudières ont eu un effet positif sur les systèmes de distillation. De plus, la propagation du colonialisme européen fit apparaître un nouveau besoin en eau douce dans des régions éloignées du monde, établissant ainsi un climat favorable à l'élaboration de nouveaux procédés de dessalement de l'eau.
Parallèlement au développement et à l'amélioration des systèmes utilisant la vapeur (évaporateur à effets multiples), ces types de dispositifs démontrèrent rapidement leur potentiel de dessalement. En 1852, Alphonse René le Mire de Normandy se vit délivrer un brevet britannique pour une unité de distillation d'eau de mer à tube vertical qui, grâce à sa simplicité de conception et à sa facilité de construction, devint populaire pour une utilisation à bord des navires. Les unités terrestres n'apparurent de manière significative qu'à la fin du XIXe siècle. Dans les années 1860, l'armée des États-Unis acheta trois évaporateurs de Normandy, chacun ayant une capacité de 7000 gallons/jour, et les installa sur les îles de Key West et Dry Tortugas,,. Une autre usine terrestre fut installée à Suakin dans les années 1880, fournissant de l'eau douce aux troupes britanniques sur place. Elle consistait en des distillateurs à six effets avec une capacité de 350 000 litres/jour,.
Après la Seconde Guerre mondiale, de nombreuses technologies furent développées ou améliorées, telles que la dessalinisation Multi Effect Flash (MEF) et la Multi Stage Flash (MSF). Une autre technologie notable est la dessalinisation par congélation-dégel. La dessalinisation par congélation-dégel (cryo-dessalinisation ou FD) exclut les minéraux dissous de l'eau salée par cristallisation.
Le Bureau de l'eau salée fut créé au sein du Département de l'intérieur des États-Unis en 1955, conformément à la loi de conversion de l'eau salée de 1952,. Cette loi fut motivée par une pénurie d'eau en Californie et dans l'ouest intérieur des États-Unis. Le Département de l'intérieur alloua des ressources, y compris des subventions de recherche, des experts, des données de brevets et des terrains pour mener à bien les expérimentations et favoriser les avancées.
Les résultats de ces efforts incluent la construction de plus de 200 usines d'électrodialyse et de distillation à l'échelle mondiale, des recherches sur l'osmose inverse (RO), et la coopération internationale (par exemple, le Premier Symposium et Exposition international de dessalinisation de l'eau en 1965). Le Bureau de l'eau salée fusionna avec le Bureau de la recherche sur les ressources en eau en 1974.
La première usine industrielle de dessalement aux États-Unis ouvrit à Freeport au Texas, en 1961 après une décennie de sécheresse régionale.
À la fin des années 1960 et au début des années 1970, l'osmose inverse commença à montrer des résultats prometteurs pour remplacer les unités traditionnelles de dessalement thermique. Des recherches eurent lieu dans des universités d'État en Californie, ainsi qu'à Dow Chemical Company et DuPont. De nombreuses études se concentrent sur des moyens d'optimiser les systèmes de dessalement,. La première usine commerciale utilisant l'osmose inverse, la station de dessalement de Coalinga, fut inaugurée en Californie en 1965 pour de l'eau saumâtre. Le Dr Sidney Loeb, en collaboration avec le personnel de l'UCLA, conçut une grande centrale pilote pour recueillir des données sur les procédés d'osmose inverse, qui réussit suffisamment pour fournir de l'eau douce aux résidents de Coalinga. Ce fut une étape majeure dans la technologie du dessalement, car elle prouva la faisabilité de l'osmose inverse et ses avantages par rapport aux technologies existantes (efficacité, absence de changement de phase nécessaire, fonctionnement à température ambiante, évolutivité et facilité de normalisation). Quelques années plus tard, en 1975, la première centrale de dessalement par osmose inverse, alimentée en eau de mer, entra en fonctionnement.
En 2000, plus de 2000 usines étaient en opération. Les plus grandes se trouvent en Arabie Saoudite, en Israël et aux Émirats arabes unis ; et la plus grande centrale, avec un volume de 1 401 000 m³/j, se trouve en Arabie Saoudite (Ras Al Khair).
En 2021, 22 000 usines étaient en fonctionnement. En 2024, le gouvernement catalan a installé une unité flottante de dessalement offshore près du port de Barcelone et a acheté 12 unités mobiles de dessalement pour la région nord de la Costa Brava afin de lutter contre la grave sécheresse.
En 2012, le coût moyen était de 0,75 $ par mètre cube. En 2022, ce coût avait chuté jusqu'à 0,41 $ avant l'inflation. Les fournitures d'eau dessalée croissent à un taux composé de plus de 10 %, doublant en abondance tous les sept ans.

## Différents systèmes de dessalement

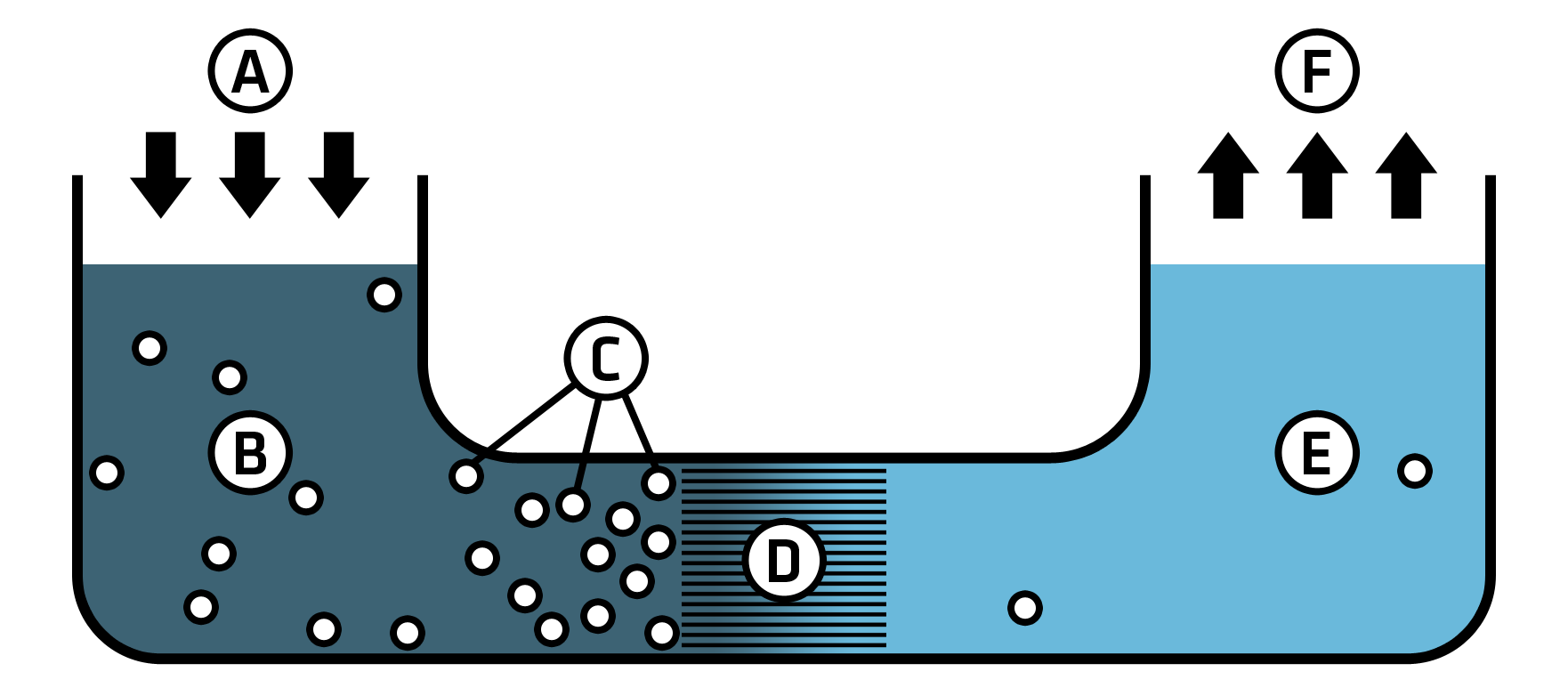
Principe de l'osmose inverse

Les systèmes de dessalement se caractérisent par leur rendement et le taux de sel résiduel (saumure).
Les systèmes utilisés sont :
- Osmose inverse : cette technique « membranaire » repose sur une ultrafiltration sous pression au travers de membranes dont les pores sont des « trous » si petits que même les sels sont retenus. Cette technique, en plein essor (coût énergétique moyen (≈ 4–5 kWh/m3)[35]) est un système éprouvé ayant montré sa fiabilité.

Dispositif de distillation

- Distillation : c'est le plus vieux procédé de dessalement, déjà décrit dans l’antiquité par Aristote et utilisé par des marins grecs au IIIe siècle av. J.-C. à bord de leurs bateaux. Mais la vaporisation de l'eau réclame une grande quantité de chaleur (2257 joules par gramme, soit environ 630 kWh/m3) et était prohibitivement couteuse en ajoutant la chaleur requise pour porter l'eau à ébullition et les pertes d'une méthode rudimentaire, et ce n'est qu'au XIXe siècle que la méthode s'industrialise.
  - La distillation à effet simple (DES) : premier procédé industriel capable de distiller efficacement de grandes quantités d’eau de mer[36].
  - Dessalement multiples flash (MSF) : Dans le procédé dit flash, l'eau est d'abord chauffée sous pression. Lorsqu’elle atteint des température et pression élevées, elle passe ensuite dans une série d'enceinte successives (ou étages) où règne une pression à chaque fois plus réduite : la différence de pression provoque une détente et une vaporisation partielle instantanée (d'où l’appellation « flash »). À chaque étage la vapeur est condensée au contact d'un échangeur de chaleur, la chaleur étant récupérée pour préchauffer l'eau d'alimentation, qui, elle, passe en sens inverse du dernier étage (où la température est la plus faible) au premier et enfin à la chaudière. La chaleur utilisée peut être de la chaleur fatale d'une centrale électrique ou autre installation industrielle[36]. Ainsi la MSF fonctionne selon le principe suivant : les tuyaux de condensation en serpentin passant par chaque compartiment ont deux fonctions, condenser la vapeur obtenue grâce à la différence de pression et préchauffer l'eau d’alimentation contenue dans ces tuyaux (grâce à cette même vapeur). Le procédé est utilisé notamment dans les pays du Golfe, fournissant une eau dont le taux de sel résiduel est non négligeable ; coût énergétique élevé (≈ 10 kWh/m3)[37].
  - Distillation multi-effets : ce système fournit une eau très pure ; coût énergétique élevé (≈ 15 kWh/m3).
  - Compression de vapeur : il fournit une eau pure ; coût énergétique variable en fonction de l'unité (entre 8 et 25 kWh/m3)[38].
  - Distillation par dépression : ce système est basé sur le fait que la température d'évaporation baisse avec la pression. Il fournit une eau très pure ; coût énergétique faible (≈ 2 à 3 kWh/m3). Il est utilisé pour de petites unités.
  - Distillation par four solaire : le four solaire concentre en une zone restreinte les rayons du soleil, grâce à un miroir parabolique, pour porter à haute température l’élément qui contient l’eau destinée à être évaporée.
- Électrodialyse : on applique un courant électrique qui fait migrer les ions vers les électrodes. L'énergie à mettre en jeu dépend de cette concentration, ce qui rend ce système très rentable pour les faibles concentrations en sel, mais impraticable pour l'eau de mer.
- Condensation sur une surface ayant une température inférieure au point de rosée. Fournit une eau pure ; coût énergétique zéro avec un système passif[39] ou faible avec un système actif[40]. Il est utilisé pour de petites unités.
- Congélation sur parois froides : après congélation de l'eau de mer, la glace obtenue est chauffée. On obtient ainsi une eau purifiée[41]. Coût énergétique 9 à 10 kWh/m3[42].

Une classe importante de centrales thermiques est associée aux installations de dessalement; Celles-ci se trouvent généralement dans les pays arides disposant d'une importante réserve de gaz naturel. Dans ces usines, la production d'eau douce et l'électricité sont des coproduits tout aussi importants.
Dans tous les cas, le dessalement produit une saumure dont on a rarement l'usage et dont il faut alors se débarrasser, ce qui n'est pas un problème en bord de mer là où le courant est important, mais peut l'être à l'intérieur des terres, et dans certains écosystèmes comme les lagons, baies, lagunes, mangroves.
- Unités mobiles de désalinisation : La ville de Yokohama au Japon a présenté en juin 2009 un camion équipé d'un dispositif à membrane à osmose inverse, capable de dessaler de l'eau de mer ou de rendre potable de l'eau douce issue d'une rivière ou d'un lac. L'eau douce est épurée 15 fois plus vite qu'avec l'ozone, par des microbes (les mêmes que ceux qui produisent le nattô ; haricots fermentés très appréciés au Japon). Un traitement au chlore et à l'ozone conclut le processus. L'énergie nécessaire au dessalement est entièrement fournie par une petite éolienne et des panneaux solaires qui alimentent aussi des batteries permettant une autonomie de 24 heures. 3 litres d'eau de mer fournissent un litre potable. Le camion peut fournir de l'eau à 3 500 personnes par jour. La saumure peut être utilisée pour la thalassothérapie ou des usages alimentaires[43],[44].

## Économie du dessalement
Dans le monde, on a produit chaque jour par dessalement 95 millions de mètres cubes d’eau douce en 2018.
Le dessalement de l'eau de mer est un enjeu important pour l'avenir des régions arides. Moyennant un coût de production pouvant descendre à environ 0,5 dollar par mètre cube pour les projets récents (par osmose inverse et toutes charges comprises : coût d'exploitation, amortissement de l'installation, bénéfice de l'opérateur,...), il est possible de résoudre les problèmes de manque d'eau potable dans de nombreux pays. Dans le cas d'une utilisation pour la consommation humaine, le dessalement d'eau de mer est une technique aujourd'hui fiable et moins onéreuse que la technique dite de recyclage des eaux usées. Il devient même rentable dans des pays développés ne manquant généralement pas d'eau, dans certaines situations spécifiques (par exemple des îles touristiques comme l'île de Groix dans le Morbihan qui installe une première unité de dessalement en 2022).
De ce fait, cette activité est en très forte croissance. La capacité installée chaque année augmente en moyenne de plus de 10 % par an. Les techniques dites thermiques (par évaporation) représentaient il y a encore quelques années la principale technique employée, mais l'osmose inverse, du fait d'une fiabilité accrue et de sa faible consommation électrique (4 à 5 kWh/m3), permet des coûts très bas, ce qui lui donne 84 % de part de marché en 2019.
En 2015, il suffit de 2 kilowattheures pour fabriquer un mètre cube d'eau douce contre 12 kWh il y a quarante ans. Selon Jean-Louis Chaussade, directeur général de Suez, « en quinze ans, le coût du dessalement a été divisé par dix et nous pouvons encore réduire la facture énergétique de cette technique ».
Des projets ont été proposés pour dessaler de l'eau, pour les besoins de l'agriculture, notamment avec des centrales nucléaires.
L'eau dessalée était trop chère pour la plupart des cultures en 2005 ; elle n'était abordable que pour les cultures à fort rapport économique, en particulier lorsque les investissements sont subventionnés. Les eaux saumâtres étant moins salines que l'eau de mer, elles ont la préférence sur cette dernière.
Une autre voie vers un dessalement moins coûteux consiste à dessaler de la glace de mer ; en effet, la salinité de la glace de mer est comprise entre 0,4 % et 0,8 %, bien en dessous de celle des eaux de mer, qui se situe entre 2,8 % et 3,1 % ; son dessalement demande beaucoup moins d'énergie. Une société chinoise, la Beijing Huahaideyuan Technology Co. Ltd., commencera bientôt la production d'une grande quantité d'eau douce par désalinisation de glace de mer, grâce à un accord de transfert de technologie signé avec l'Université de Beijing en janvier 2014 ; la société devrait être capable de produire au moins un milliard de mètres cubes d'eau douce par an d'ici 2023 ; le coût de la désalinisation devrait baisser à 4 yuans par tonne (0,48 €/tonne).

## Les inconvénients du dessalement
- Coût énergétique élevé.
- Augmentation de l'empreinte carbone lorsque l'énergie utilisée provient des combustibles fossiles ; pour y remédier, des projets pilotes de désalinisation à base d'énergies renouvelables sont menés par quatre groupes industriels, dont les français Veolia et Suez Environnement, dans la région d'Abu Dhabi, sous la houlette de l'Institut de la ville durable de Masdar ; l'émirat a un projet d'usine durable de dessalement de 150 000 m3/jour ; en Arabie saoudite, l'espagnol Abengoa va codévelopper une usine solaire de 60 000 m3/jour pour approvisionner la ville d'Al Khafji ; les deux pays comptent aussi sur le nucléaire[48].
- Risque de dégâts à la faune et la flore des fonds marins
  - par le rejet des saumures concentrées au double de la salinité naturelle en mer ou injectées dans le sol ; ainsi, les rejets d'effluents très chargés en sel dans la mer d'Arabie ont fait exploser le taux de salinité de ses eaux ; dans certaines zones, les fonds marins sont devenus des déserts[48].
  - dans le cas de la distillation, par l'augmentation de température des eaux où le rejet est fait. L'eau plus chaude s'appauvrit en gaz dissous, notamment oxygène et gaz carbonique, dont les organismes marins ont besoin.
  - par les inconvénients usuels de toute installation industrielle : fuites de divers produits chimiques (chlore de nettoyage des membranes, cuivre et autres métaux libérés par la corrosion chimique des tuyauteries), déchets de toute sorte...
- L’eau issue de ces traitements doit, à l'instar des eaux naturelles, subir les traitements adaptés à la rendre apte à l'usage auquel elle est destinée, notamment sa potabilité. Le dessalement réduit également la teneur en ions dont le corps a besoin, calcium et magnésium par exemple, conduisant à des carences chez les consommateurs en l'absence de mesures appropriées dont le public n'est pas conscient et qui ne sont pas toujours prises.
- Le captage de l'eau en mer peut modifier les flux maritimes[réf. nécessaire].

### Coût énergétique
Les sources non conventionnelles en eau que sont le dessalement et la réutilisation de l’eau, pour les pays qui ont des ressources en eau douce limitées, contribuent à réduire l’écart entre prélèvements d’eau douce et approvisionnement durable, mais dans l'approche « connexion eau-énergie » ils contribuent également à l’augmentation de la demande énergétique du secteur de l’eau. Bien que le dessalement et la réutilisation de l'eau atteignent moins de 1 % des besoins mondiaux en eau, ces processus représentent près du quart de la consommation totale d'énergie dans le secteur de l'eau. En 2040, les deux sources devraient représenter 4 % de l’approvisionnement en eau, mais 60 % de la consommation d’énergie du secteur de l’eau. La capacité de dessalement devrait augmenter de manière significative au Moyen-Orient, et en 2040, le dessalement devrait représenter plus de 10 % de la consommation finale totale d’énergie du Moyen-Orient.

### Santé publique
Une étude israélienne réalisée par l’université Bar-Ilan, la caisse d’assurance-maladie Clalit et l’hôpital Tel Hashomer en 2018, a conclu que « les habitants des zones consommant de l’eau dessalée sont six fois plus exposés au risque de problèmes cardiaques, et notamment celui de mourir d’une attaque » que ceux des zones ne consommant pas d'eau dessalée. La cause en serait que, contrairement à celle venant des nappes phréatiques, l'eau dessalée est dépourvue de magnésium[réf. à confirmer].

### Coût environnemental
Les rejets de saumure, souvent chargés en polluants toxiques, sont estimés à environ 141,5 Mm3/jour. Un rapport publié dans la revue Science of the total environment au début de 2019 par des experts de l'ONU a alerté l'opinion publique sur ce problème, face au développement des techniques de dessalement à gros volumes de rejets. Très dépendants de ce mode d’approvisionnement, l’Arabie saoudite, les Émirats arabes unis, le Koweït et le Qatar produisent 32 % de l’eau dessalée totale grâce à leurs ressources en pétrole, mais aussi 55 % de la saumure. Dans cette région sèche du globe, le dessalement de l'eau, prélevée massivement dans la mer, est effectué par chauffage, procédé qui produit quatre fois plus de saumure par m3 d'eau dessalée que les techniques plus avancées, comme la filtration par membrane, largement utilisée aux États-Unis. 80 % de ces rejets sont faits à moins de 10 km des côtes et s'accumulent dans les fonds, causant une salinisation accrue des eaux et des écosystèmes marins et une disparition de l'oxygène dissous qui rendent la vie difficile, sinon impossible, à leur flore et à leur faune.

## Diffusion
Beaucoup de régions et pays qui n'ont pas ou peu de ressources en eau douce et qui sont situés dans les zones côtières dépendent totalement ou partiellement de ces technologies pour leur eau potable.
En date de 2022, selon le magazine Foreign Affairs, les quelque 20 000 usines de désalinisation en service dans le monde peuvent produire environ 36,5 Gm3 (milliards de mètres cubes) d'eau par an, ce qui représente seulement 6 % de la consommation annuelle d'eau de la Chine, dont le déficit de ressources hydriques en 2030 est estimé à 25 %.
La production des 15 900 usines de désalinisation opérationnelles en 2018 s’élèverait à 95 Mm3 (millions de mètres cubes) d'eau douce par jour, dans 177 pays différents ; 62,3 % de cette eau serait destinée à l'usage humain, 30,2 % à l'industrie, et le reste à l'agriculture et à l'énergie,.
| Source                               | Nombre d'unités | Capacités (%) |
| Moyen-Orient                         | 4826            | 45,3 %        |
| Asie-Pacifique                       | 3505            | 17,5 %        |
| Amérique du Nord                     | 2341            | 11,3 %        |
| Europe de l'Ouest                    | 2337            | 8,8 %         |
| Autres                               | 2864            | 12,4 %        |
| Source des données : Nations unies,. |                 |               |

En 2008, 13 869 usines de dessalement étaient construites dans le monde, principalement positionnées sur le pourtour de la méditerranée, autour du golfe persique et de la péninsule arabique, sur les côtes de l'Inde, des Sud-États-Unis, de la Chine, de l'Australie et du Japon, pour un total prélevé de 52 millions de m³ par jour. La péninsule arabique (dessalement par distillation) compte pour plus du tiers des prélèvements, 13 % vont aux États-Unis et 8 % à l'Espagne.
L'Arabie saoudite (Premier producteur au monde, usine de Jubail), les Émirats arabes unis (14 % de la production mondiale, au 2e rang derrière l'Arabie Saoudite, usine de Jebel Ali, la plus grande du monde avec une capacité de l'ordre de 900 000 m3/jour, usine de Fujaïrah, l'osmose inverse assure 20 % de leur production) , etc. disposent d'importantes ressources en combustibles fossiles. En 2015, au Qatar 99 % de l'eau consommée provient du dessalement.
Si l'Arabie saoudite utilise majoritairement le procédé de vaporisation, les autres pays ont davantage développé l'osmose inverse :
- Israël
- Jordanie : usine d’Amman ;
- Tunisie : usine de Djerba ;
- en Amérique latine (Mexico, Chili : usine de Minera Escondida) ;
- Espagne (usine de Carboneras, Baléares : usine de Baya de Palma).
- États-Unis
- Malte
- Maroc

### Algérie
L'Algérie possède 21 usines de dessalement en 2019 réparties le long des 14 wilayas côtières, fournissant 17 % de l'eau consommée dans le pays et alimentant 6 millions de personnes ; deux autres usines sont en projet. Le pays projette de porter le nombre d'usines de dessalement à 43. La plus grande usine de dessalement d'eau de mer au monde, utilisant la méthode de l'osmose inverse, a été inaugurée le 10 novembre 2014 à El-Magtaâ dans la wilaya d'Oran ; d'une capacité de 268 000 m3/jour prévue en février 2015, elle atteindra 500 000 m3/jour à l'horizon 2017. En mars 2021, à la suite des dysfonctionnements répétitifs, il apparaît que l'usine n’est jamais  parvenue à atteindre la production maximale annoncée,. L'usine a été construite par le groupe singapourien Hyflux pour le compte de l'Algerian Energy Company (AEC), filiale de Sonatrach,.
L'Algérie a choisi la technologie de l’osmose inverse pour le dessalement de l’eau, une solution mise en œuvre par Sonatrach et sa filiale Algerian Energy Company, qui supervisent les nouvelles stations. D’après El Watan, la production début 2025, varie entre 2,2 et 3,7 millions de mètres cubes par jour, mais avec l’ajout de six nouvelles stations d’ici 2030, elle devrait atteindre environ 5,8 millions de mètres cubes quotidiens. L’objectif est de couvrir 60 % des besoins en eau potable du pays, contre 18 % début 2025 avant l'ouverture des nouvelles stations. Une étude de la Fondation méditerranéenne d’études stratégiques classe désormais l’Algérie en deuxième position mondiale pour la production annuelle d’eau dessalée, avec 631 millions de mètres cubes, après Malte. Début 2025, trois stations ont été inaugurées : à Oran, Fouka (wilaya de Tipaza) et Koudia Draouch (wilaya d'El Tarf) ; puis plus tard celles de Tighremt (wilaya de Béjaïa) et  Cap Djinet (wilaya de Boumerdès). La station d’Oran, d’une capacité de 300 000 m³ par jour, permet d’alimenter trois millions d’habitants.

### Amérique du Nord
Les États-Unis sont placés en deuxième position derrière le Moyen-Orient pour le filtrage d’eaux saumâtres. Une usine de dessalement de l'eau de mer a été construite en 1993 dans la baie de Tampa, en Floride, pour pallier le manque d'eau. Une usine de 200 000 m3/jour à osmose inverse est en construction à Carlsbad au nord de San Diego en Californie pour assurer 7 % des besoins du comté à partir de 2016, à un coût de 1,1 $/m³ (80 c€/m³) contre 0,60 $/m³ (43 c€/m³) pour l'eau provenant du Colorado ; 17 projets d'usines de dessalement sont en cours tout au long de la côte californienne.
Suez a remporté en septembre 2016 un contrat pour la construction et l'exploitation pendant 37 ans d'une usine de dessalement à Playas de Rosarito, dans l'État de Basse Californie ; sa capacité devrait atteindre 190 000 m3 d'eau potable par jour en 2020, puis, à l'issue d'une seconde phase de travaux, 380 000 m3 en 2024, ce qui en fera la plus grande usine de dessalement d'eau de mer du continent américain.

### Arabie Saoudite
La compagnie publique Saline Water Conversion Corporation (SWCC), créée en 1974 par le gouvernement d'Arabie Saoudite, produit 4 600 000 m3/jour grâce à ses 28 usines de dessalement, soit 69 % de la production du royaume, qui lui-même assure 22 % de la production mondiale d'eau par dessalement en 2015.

### Europe
En Europe, la plus grande usine de dessalement est située en Espagne, à El Prat de Llobregat, près de Barcelone. Elle a ouvert en août 2009. Elle produit 60 millions de mètres cubes par an. Elle contribue à l'alimentation de près de 4,5 millions de personnes en eau potable.
À Malte, en 2017, sur les 33 250 732 m3 d'eau potable distribués, 18 890 081 m3 ont été produits par désalinisation dans quatre usines de traitement, ce qui constitue 57 % de la production d'eau potable de Malte. Le dessalement se fait dans quatre usines par la technique d'osmose inverse. La consommation énergétique est estimée à 4,76 kWh/m3 (En 2016, 4,85 kWh/m3. Le cout de production oscille entre 0,3 et 0,7 euro/m3.
Certains DOM TOM français comme Mayotte disposent de petites centrales de dessalement ainsi que l'île de Sein.

### Israël
À la suite de la création en 2007 d'une puissante Autorité de l'eau, Israël s'est lancé dans un important programme de construction de cinq usines de dessalement par osmose inverse qui doivent alimenter, d'ici la fin 2015, 70 % de la consommation des ménages en Israël, qui a parallèlement été abaissée de 20 % en une décennie. Israël est ainsi devenu le leader mondial du dessalement, la moitié de la consommation des ménages, de l'agriculture et de l'industrie étant déjà couverte, en mai 2015, par de l'eau produite artificiellement (dessalement et recyclage).
Israël : usines d’Ashkelon, Palmachim, Hadera, Sorek, puis Ashdod fin 2015 ; en 2016, 75 % de l'eau potable d'Israël devrait venir du dessalement de l'eau de mer, selon l'entreprise publique de l'eau Mekorot, contre 30 % en 2010. Sorek, la plus grande usine du monde de dessalement d'eau de mer, à elle seule, en produit 20 % ; elle produit 624 000 m3/jour depuis 2013 ;
L'usine d'Ashkelon, en Israël, produit 320 000 m3/jour, soit, pour une estimation de consommation de 250 litres par habitant par jour, les besoins en eau potable de plus d'un million de personnes. Ce pays poursuit un objectif d’accroissement de la quantité d’eau potable produite par dessalement de 25 % par an, soit 57 millions de mètres cubes supplémentaires, afin de passer le cap des 300 millions de m3 d’eau potable dessalée d’ici à la fin 2010.
En 2019, un rapport du ministère de l'Energie israëlien révèle que l'usine Sorek avait manipulé les niveaux de chlorure avant les prélèvements et que des employés de l'usine de Palmachim avaient falsifié des rapports. Pendant 18 mois, ces deux usines situées au sud de Tel Aviv, sur la côte méditerranéenne, ont « dupé le gouvernement ». L'usine Sorek, la plus importante du pays et l’une des plus grandes du monde à opérer un système d'osmose inversée, avait laissé des niveaux de chlorure quatre fois plus élevé que ce qui était spécifié dans l’accord de franchise afin d’économiser l’équivalent de 10 millions d’euros.
En 2019, environ 585 millions de mètres cubes d'eau dessalée par an sont produits par cinq usines dans le pays ce qui représente près de 80 % de l'eau potable du pays.

### Koweït
L'histoire du dessalement au Koweït remonte à 1951, date à laquelle la première usine de distillation a été mise en service. En 2001, la capacité de dessalement était de 1,65 million de m3/j, dont 1,47 million de m3/j étaient fourni par distillation éclair multi-étage (Multi-stage flash distillation (en) – MSF) et 0,17 million de m3/j par osmose inverse.

### Maroc
Le Royaume du Maroc compte neuf stations de dessalement réparties le long des côtes marocaines, permettant de produire 147 millions de m3 d’eau par an, et prévoit d'en construire une vingtaine d'autres d'ici 2030 pour atteindre la capacité de production annuelle de plus d’un milliard de m3. Ces projets ont pour objectif de faire face au stress hydrique ainsi que d'éviter les pénuries en eau potable, qui ont frappé le royaume à plusieurs reprises.
La dernière usine de dessalement construite près des côtes d'Agadir sera l'une des plus grandes usines de dessalement d'eau de mer au monde, elle occupe une superficie de 20 hectares et prévoit de fournir 275 000 m3 d'eau par jour en première étape, puis 400 000 m3  à long terme.
L'usine de dessalement prévue à Casablanca aura une capacité de production annuelle de 300 000 m3. Trois autres projets sont prévus à Safi, Dakhla (au Sahara occidental d'après les cartes de la MINURSO) et Nador.

### Oman
Après la mise en service en juin 2018 de l'usine Barka 4, la plus grande usine de dessalement d'eau de mer du Sultanat d'Oman (281 000 m3/jour), 14 usines de dessalement sont opérationnelles ou en construction dans le Sultanat et des appels d'offres seront lancés en 2019 pour trois usines de 600 000 m3/jour au total.

## Recherche et développement, prospective
Membranes de type Turing : Des structures de Turing apparaissent à échelle nanométrique quand des déséquilibres de vitesses de diffusion rendent un système stable ou quasi stationnaire sensible à des perturbations très faibles et hétérogènes, lors de certaines réactions chimiques par exemple quand un inhibiteur à déplacement rapide contrôle le mouvement d'un activateur à mouvement plus lent. En 2018 Tan et al. ont proposé un nouveau type de membranes de polyamide, construite par polymérisation interfaciale (mode de polymérisation où les réactions se produisent au niveau d'une interface huile-eau) ; l'ajout d'alcool polyvinylique à la phase aqueuse a diminué la diffusion du monomère, en générant des membranes plus complexes (avec plus de bosses, de vides et d'îlots) ; En contrôlant les conditions de réaction à l'interface, on a pu expérimentalement créer des « membranes à structure de bulles ou de tubes » hautement perméable à l'eau, mais non au sel.. qui se sont avérées plus performantes pour la désalinisation que toutes les membranes existant sur le marché.
C'est l'une des nouvelles applications possibles des structures de Turing, dont on espère d'autres applications en chimie et biologie.
En mai 2022, des chercheurs japonais (Itoh et al.) ont construit des nanocanaux fluorés constituées de fluorocarbures pouvant s'auto-assembler par polymérisation supramoléculaire à partir de nanoanneaux d'oligoamide fluorés dont les diamètres intérieurs sont compris entre 0,9 et 1,9 nanomètres. L'électronégativité intense de ces nanotubes perturbe la formation d'amas d'eau et force les molécules d'eau à individuellement traverser les canaux, encore plus vite dans les petits que dans les grands. Les essais montrent que ce type de nanocanal présente une perméabilité négligeable aux ions chlorure, grâce à la puissante barrière électrostatique constituée par la surface intérieure fluorée électrostatiquement négative. Ce nanocanal devrait, selon les auteurs, montrer une réflectance du sel théoriquement très intéressante pour la dessalinisation (les atomes de chlore y sont fortement repoussés et ne percolent quasiment pas via ces canaux). Selon les auteurs, ces canaux, grâce à une surface intérieure superhydrophobe, présentent un flux de perméation à l'eau supérieur de deux ordres de grandeur à celui d'une aquaporine ou d'un nanotube de carbone,.